# Rihanna 777 Documentary... 7Countries7Days7Shows
Rihanna 777 Documentary... 7Countries7Days7Shows es el tercer vídeo de formato largo de la cantante barbadense Rihanna. Fue lanzado mundialmente el 7 de mayo de 2013 por la compañía discográfica Def Jam en DVD. Una versión editada se emitió en Fox el 6 de mayo del mismo año, producida por su compañía cinematográfica Fenty Films. El vídeo contiene el detrás de escena de la gira promocional 777 Tour, una gira de siete fechas en donde ella interpretó en siete conciertos en siete diferentes ciudades de diferentes países acompañada de un grupo selecto de fanáticos y 150 periodistas. En apoyo a su séptimo álbum de estudio Unapologetic (2012), la gira fue recibida con críticas por parte de los periodistas que la acompañaban ya que se quejaron por el poco acceso a la cantante. Tras su estreno en Fox, Rihanna 777 Documentary... tuvo comentarios, en su mayoría, negativos.

## Antecedentes

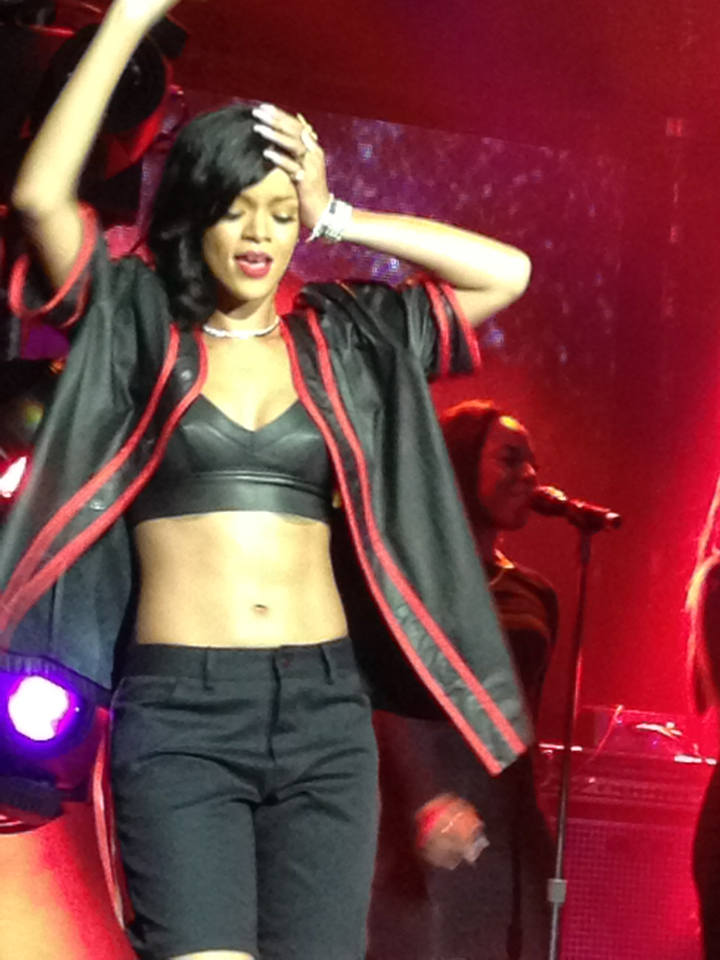
Rihanna interpretando durante el 777 Tour en México, D. F..

Rihanna comenzó a «trabajar en el nuevo sonido» para su séptimo álbum de estudio en marzo de 2012, a pesar de que aún no había comenzado la grabación. El 12 de septiembre de 2012, Def Jam Francia anunció a través de Twitter que Rihanna lanzaría un nuevo sencillo la semana siguiente, mientras que su séptimo álbum de estudio estaba previsto para ser lanzado en noviembre de 2012. Sin embargo, el tuit fue pronto eliminado y reemplazado por otro que aclaraba que más información estaría disponible al día siguiente (13 de septiembre). A través de su cuenta oficial en Twitter, Rihanna publicó una serie de tuits de «bromas» que anunciaban su séptimo álbum de estudio. El 11 de octubre de 2012, en uno de sus tuits reveló que el título de su nuevo álbum es Unapologetic , junto con su portada.
Para promover Unapologetic, el 14 de noviembre de 2012, Rihanna se embarcó en una gira promocional de siete fechas titulada 777 Tour. Ella realizó siete conciertos diferentes ciudades América del Norte y Europa en siete días para promocionar el lanzamiento del álbum. La gira fue promovida y apoyada por HTC Corporation; durante la gira, Rihanna se unió a grupo selecto de fanáticos y 150 periodistas que representaban a 82 países. Ellos volaron a bordo de un Boeing 777 y Rihanna tuitió en cada lugar que visitó durante el transcurso de la gira. El 777 Tour comenzó el 14 de noviembre en México, D. F. y continuó el 15 de noviembre en Toronto, el 16 de noviembre en Estocolmo, el 17 de noviembre en París, el 18 de noviembre en Berlín, 19 de noviembre en Londres y terminó el 20 de noviembre en Nueva York.
Al finalizar, la gira fue recibida con críticas por parte de los periodistas que acompañaban a Rihanna. Aunque la encontraron innovadora e interesante, ellos criticaron los conciertos y los retrasos en los vuelos y la falta de Rihanna en las fiestas que se desarrollaban en el avión. En una entrevista con la BBC Radio 1, la cantante aclaró su ausencia de las fiestas y dijo que era resultado de su descanso para que pudiera salvar su voz para los espectáculos: «Todos ellos quieren que tu tengas una fiesta cada vez que estás en el avión después de un show, pero realmente tu sólo tienes ese tiempo para dormir hasta llegar al siguiente país [...] A veces se trataba de un viaje de dos horas camino al próximo país y que ese era todo el sueño que tenías». A pesar de las críticas, al final del 777 Tour, Unapologetic y el sencillo «Diamonds» alcanzaron el número uno en las listas estadounidenses Billboard 200 y Billboard Hot 100, respectivamente.

## Lanzamiento
El 19 de marzo de 2013, se anunció que Rihanna 777 Documentary... se estrenaría en Fox Broadcasting Company el 6 de mayo del mismo año en los Estados Unidos. El 4 de abril, se lanzó el primer tráiler oficial para el documental. La vista previa muestra a Rihanna embarcándose en un avión y luego preparándose para un espectáculo junto con el lema «Una mujer que se toma el mundo». Un segundo tráiler fue lanzado dos días después en el sitio web oficial de Rihanna. El vídeo, cuenta con una conversación con el capitán del avión, la cantante y su equipo de preparándose para los shows, y escenas intercaladas en el avión de los periodistas y los fanáticos. Aparte de eso, el 23 de abril Roc Nation anunció que el vídeo sería lanzado en formato DVD, y contaría con varias interpretaciones de canciones de Rihanna como «Diamonds», «Phresh Out the Runway», «We Found Love», «S&M» y «Stay». Rihanna 777 Documentary... 7Countries7Days7Shows, en formato DVD, se lanzó internacionalmente el 7 de mayo de 2013 Alemania, Australia, Canadá, España, Estados Unidos, Italia, Japón, Portugal y Suecia, el 10 de mayo en Países Bajos y Polonia, y el 3 de junio en Francia. Rihanna 777 Documentary... se estrenó en TNT Latinoamérica el 5 de septiembre de 2013, además se repitió durante diferentes fechas posteriores.

## Lista de Canciones
1. "Cockiness (Love It)"
2. "Birthday Cake" (Remix)
3. "Talk That Talk"
4. "Wait Your Turn"
5. "Man Down"
6. "Only Girl (In the World)"
7. "Don't Stop the Music"
8. "S&M"
9. "Phresh Out The Runway"
10. "Unfaithful"
11. "Take a Bow"
12. "Hate That I Love You"
13. "Where Have You Been" (contiene extractos de "Take Care")
14. "Run This Town" (JAY-Z cover)
15. "Live Your Life" (T.I. cover)
16. "All of the Lights" (Kanye West cover)
17. "Love the Way You Lie" (Eminem cover)
18. "Stay"
19. "Diamonds"
20. "Umbrella"
21. "We Found Love"

## Recepción

### Audiencia en Fox
Durante su estreno en Fox el 6 de mayo de 2013, Rihanna 777 Documentary... tuvo una audiencia de 1,73 millones de espectadores. El especial televisivo tuvo 0,8% de audiencia entre el grupo de edades de 18 – 49. Diego Feijoo del portal de Internet CromosomaX, comparó las cifras de Rihanna 777 Documentary... con las de Styled To Rock, un programa producido por Rihanna, ya que este tampoco tuvo las audiencias esperadas en Reino Unido, el país donde se emite el programa. Las bajas audiencias se debieron a que el documental se estrenó a la misma hora que The Voice de NBC, que tuvo una audiencia de 11,9 millones, y Dancing with the Stars de ABC, con 12,92 millones de espectadores.

### Crítica
Robert Copsey de Digital Spy comentó que la gira fue una idea «loca que es brillante» pero que el documental no muestra cuando «las cosas se vuelven amargas». Copsey también dijo «En ausencia de cualquier drama, momentos de interés periodístico o tiempo de entrevista con la cantante ("danos una cita" todos ellos cantan), los únicos destaques fueron un streaking DJ australiano en el avión y la actuación de Rihanna en cada país, aunque incluso éstos con el tiempo se cansarán». Emily Zemler, una de las periodistas que acompañó a Rihanna en la gira, de The Hollywood Reporter manifestó que en el documental se «castigó» la experiencia de todos en el avión. Sin embargo Zemler declaró que nadie «podría mostrar la experiencia y la sensación» que los tripulantes sintieron durante el viaje. Zemler también dijo: «Rihanna 777 es un producto de marketing bajo la apariencia de un documental, que da a sus fanáticos un vistazo sobre el aspecto en un evento ya famoso tanto dentro como fuera de la industria de la música». Un editor del sitio web Contactmusic.com dijo: «Justo cuando pensabas que el drama del 777 Tour de Rihanna se ha ido, su documental trae todos los recuerdos de nuevo a la palestra, además de ser un agradable anuncio largo de su más reciente álbum [Unapologetic]». Julianne Escobedo Shepherd de la revista Spin mencionó varios factores mixtos acerca de la gira y el documental; Escobedo Shepherd habló acerca del disc-jockey desnudo, la emoción al principio del viaje y que el documental «evidentemente, es la comercialización ingeniosa» que «se transmite [en] imágenes en vivo en una red importante en el horario central», así como cuando Rihanna «estaba de fiesta» y las apariciones especiales de celebridades como Jay-Z. En la reseña, Escobedo Shepherd «ofrece un panorama sombrío». Kia Makarechi de The Huffington Post habló del documental nombrando varios aspectos positivos sobre la idea de la gira, además defendió la idea de Rihanna 777 Documentary... sobre alguna similitud hacia documentales de otras cantantes: «Esto no es Truth or Dare de Madonna (o Part Of Me de Katy Perry), es una mirada al libro de Rihanna [...]». Makarechi también alabó las presentaciones incluidas, como «Stay» que la considera la mejor canción de Unapologetic.

## Listas
| País (Lista)                                 | Mejor posición |
| -------------------------------------------- | -------------- |
| Australia (Top 40 Music DVD)                 | 24             |
| Bélgica (Valona) (Ultratop 10 Music DVD)     | 2              |
| España (Top 20 DVD Musical)                  | 15             |
| Estados Unidos (Billboard Music Video Sales) | 7              |
| Italia (Top 20 DVD Musicali)                 | 19             |
| Países Bajos (Music DVD Top 30)              | 28             |
| República Checa (IFPI Czech Music DVD)       | 18             |
| Suiza (Music DVD Top 10)                     | 7              |

## Historial de lanzamientos
| País           | Fecha              | Formato | Discográfica          |
| -------------- | ------------------ | ------- | --------------------- |
| Canadá         | 7 de mayo de 2013  | DVD     | Def Jam Recordings    |
| Estados Unidos | 7 de mayo de 2013  | DVD     | Def Jam Recordings    |
| Alemania       | 7 de mayo de 2013  | DVD     | Universal Music Group |
| Australia      | 7 de mayo de 2013  | DVD     | Universal Music Group |
| España         | 7 de mayo de 2013  | DVD     | Universal Music Group |
| Italia         | 7 de mayo de 2013  | DVD     | Universal Music Group |
| Japón          | 7 de mayo de 2013  | DVD     | Universal Music Group |
| Portugal       | 7 de mayo de 2013  | DVD     | Universal Music Group |
| Suecia         | 7 de mayo de 2013  | DVD     | Universal Music Group |
| Países Bajos   | 10 de mayo de 2013 | DVD     | Universal Music Group |
| Polonia        | 10 de mayo de 2013 | DVD     | Universal Music Group |
| Brasil         | 3 de junio de 2013 | DVD     | Def Jam Recordings    |